# Landtag de Rhénanie-du-Nord-Westphalie
18e législature
Landtagsgebäude (de)
Le Landtag de Rhénanie-du-Nord-Westphalie (en allemand : Landtag Nordrhein-Westfalen) est le parlement régional du Land de Rhénanie-du-Nord-Westphalie. Il se compose de 195 députés.

## Mode de scrutin
Le Landtag est constitué de 181 députés (en allemand : Mitglied des Landtags, MdL), élus pour une législature de cinq ans au suffrage universel direct et suivant le scrutin proportionnel de Sainte-Laguë.
Chaque électeur dispose de deux voix : la première lui permet de voter pour un candidat de sa circonscription, selon les modalités du scrutin uninominal majoritaire à un tour, le Land comptant un total de 128 circonscriptions ; la seconde voix lui permet de voter en faveur d'une liste de candidats présentée par un parti au niveau du Land.
Lors du dépouillement, l'intégralité des 181 sièges est répartie en fonction des secondes voix récoltées, à condition qu'un parti ait remporté 5 % des voix au niveau du Land. Si un parti a remporté des mandats au scrutin uninominal, ses sièges sont d'abord pourvus par ceux-ci.
Dans le cas où un parti obtient plus de mandats au scrutin uninominal que la proportionnelle ne lui en attribue, la taille du Landtag est augmentée jusqu'à rétablir la proportionnalité. Ainsi, lors des élections de 2017, la CDU a remporté 72 circonscriptions mais son score lui accordait seulement 66 députés, donc la taille du Landtag a augmenté de 18 sièges au total.
Entre 1950 et 1970, le Landtag de Rhénanie-du-Nord-Westphalie était élu pour un mandat de quatre ans.

## Présidents du Landtag
| Nom                   | Nom                             | Durée                             | Parti |
| --------------------- | ------------------------------- | --------------------------------- | ----- |
|                       | Ernst Gnoß                      | 2 octobre 1946 - 19 décembre 1946 | SPD   |
|                       | Robert Lehr                     | 19 décembre 1946 - 19 avril 1947  | CDU   |
| Josef Gockeln         | 19 avril 1947 - 6 décembre 1958 |                                   | CDU   |
| Wilhelm Johnen        | 13 janvier 1959 - 19 avril 1966 |                                   | CDU   |
| Josef Hermann Dufhues | 19 avril 1966 - 23 juillet 1966 |                                   | CDU   |
|                       | John van Nes Ziegler            | 25 juillet 1966 - 25 juillet 1970 | SPD   |
|                       | Wilhelm Lenz                    | 27 juillet 1970 - 28 mai 1980     | CDU   |
|                       | John van Nes Ziegler            | 29 mai 1980 - 29 mai 1985         | SPD   |
| Karl Josef Denzer     | 30 mai 1985 - 29 mai 1990       |                                   | SPD   |
| Ingeborg Friebe       | 31 mai 1990 - 31 mai 1995       |                                   | SPD   |
| Ulrich Schmidt        | 1er juin 1995 - 2 juin 2005     |                                   | SPD   |
|                       | Regina van Dinther              | 8 juin 2005 - 9 juin 2010         | CDU   |
|                       | Edgar Moron                     | 10 juin 2010 - 13 juillet 2010    | SPD   |
|                       | Eckhard Uhlenberg               | 13 juillet 2010 - 31 mai 2012     | CDU   |
|                       | Carina Gödecke                  | 31 mai 2012 - 1er juin 2017       | SPD   |
|                       | André Kuper                     | depuis le 1er juin 2017           | CDU   |